# Séamus Freeman
Séamus Freeman (Mullinahone, 23 febbraio 1944 – Dublino, 20 agosto 2022) è stato un vescovo cattolico irlandese.

## Biografia
Séamus Freeman nacque a Mullinahone, nella contea di Tipperary, il 23 febbraio 1944. Era il maggiore di otto fratelli.

### Formazione e ministero sacerdotale
La sua famiglia si trasferì a Callan, nella contea di Kilkenny, dove frequentò la scuola.
Nel 1965 entrò Società dell'apostolato cattolico a Thurles, nella contea di Tipperary. Studiò teologia al St. Patrick's College di Thurles e filosofia all'University College di Dublino.
Il 12 giugno 1971 fu ordinato presbitero. Venne quindi inviato a Washington per proseguire gli studi per la licenza in psicologia presso l'Università Cattolica d'America. Per due anni sospese la formazione per prestare servizio come segretario personale del rettore maggiore Nicholas Gorman. In seguito fu rettore della chiesa di San Silvestro in Capite a Roma e membro del consiglio provinciale della provincia irlandese del suo istituto dal 1975 al settembre del 1981; rettore e direttore della formazione dei pallottini a Thurles dal settembre del 1981 al 1989; vicario generale della sua Società dal 1989 al 1992; rettore generale dal 1992 al 7 ottobre del 2004; parroco della parrocchia di San Vincenzo Pallotti a Pietralata dall'ottobre del 2004 e presidente del consiglio di coordinamento generale dell'Unione dell'Apostolato Cattolico dal dicembre del 2005.
Ha partecipato come uditore alla I assemblea speciale per l'Africa del Sinodo dei vescovi che ebbe luogo nella Città del Vaticano dal 10 aprile all'8 maggio 1994 sul tema "La Chiesa in Africa e la sua missione evangelizzatrice verso l'anno 2000: Sarete miei testimoni (At 1, 8)".

### Ministero episcopale
Il 14 settembre 2007 papa Benedetto XVI lo nominò vescovo di Ossory. Ricevette l'ordinazione episcopale il 2 dicembre successivo nella cattedrale di Santa Maria a Kilkenny dall'arcivescovo metropolita di Dublino Diarmuid Martin, co-consacranti l'arcivescovo Giuseppe Lazzarotto, nunzio apostolico in Irlanda, e il vescovo di Ossory Laurence Forristal. Durante la stessa celebrazione prese possesso della diocesi.
Nel dicembre del 2010, trattando della Lettera pastorale ai cattolici d'Irlanda di papa Benedetto XVI, il vescovo Freeman scrisse sull'Irish Times: «C'è stata una diffusa delusione tra i fedeli per il fatto che nella lettera del papa del marzo scorso gli abusi sessuali non fossero visti come un sintomo di carenze nella struttura della Chiesa». Notò che le persone «hanno osservato che non vi è stata alcuna critica al ruolo del Vaticano e un riconoscimento scarso o nullo dell'esclusione dei laici dai ruoli in cui possono contribuire».
Il 29 luglio 2016 papa Francesco accettò la sua rinuncia al governo pastorale della diocesi per motivi di salute. Quattro anni prima aveva subito un ictus.
Morì nella Highfield Healthcare di Dublino alle 13:25 del 20 agosto 2022 all'età di 78 anni. Le esequie si tennero il 26 agosto alle ore 12 nella cattedrale di Santa Maria a Kilkenny e furono presiedute da monsignor Denis Nulty, vescovo di Kildare e Leighlin e amministratore apostolico di Ossory. È sepolto nel cortile dello stesso edificio.

## Genealogia episcopale
La genealogia episcopale è:
- Cardinale Scipione Rebiba
- Cardinale Giulio Antonio Santori
- Cardinale Girolamo Bernerio, O.P.
- Arcivescovo Galeazzo Sanvitale
- Cardinale Ludovico Ludovisi
- Cardinale Luigi Caetani
- Cardinale Ulderico Carpegna
- Cardinale Paluzzo Paluzzi Altieri degli Albertoni
- Papa Benedetto XIII
- Papa Benedetto XIV
- Papa Clemente XIII
- Cardinale Enrico Benedetto Stuart
- Papa Leone XII
- Cardinale Chiarissimo Falconieri Mellini
- Cardinale Camillo Di Pietro
- Cardinale Mieczysław Halka Ledóchowski
- Cardinale Jan Maurycy Paweł Puzyna de Kosielsko
- Arcivescovo Józef Bilczewski
- Arcivescovo Bolesław Twardowski
- Arcivescovo Eugeniusz Baziak
- Papa Giovanni Paolo II
- Arcivescovo Diarmuid Martin
- Vescovo Séamus Freeman, S.A.C.